# ビデオスタッフ
株式会社ビデオスタッフ（英: VIDEO STAFF.Co.,LTD.）は、テレビ番組の制作技術や編集技術業務を行う技術プロダクションである。
1975年に株式会社日比谷スタジオから制作技術部門を独立して株式会社日比谷スタッフを設立。その後、1977年に現在のビデオスタッフへ改称し、渋谷ビデオスタジオ開設に伴い渋谷区へ事務所移転。さらに2007年、中野区へ事務所を移転した。

## 所在地
- 東京都中野区中央1丁目13番8号 大橋セントラルビル2F

## 役員
- 代表取締役 - 中村宏
- 取締役 - 瀬戸井正俊、宮田伸
- 監査役 - 田中謙一（株式会社テーパーズ代表取締役）

## 主なスタッフ

### 撮影
- 宮田伸
- 村瀬清
- 川崎昭
- 鈴木富夫
- 川口次男
- 迫信博
- 安藝孝仁
- 五江渕勝
- 東田博史
- 坂本誠
- 黒羽一也
- 山形和也
- 丸尾侑未
- 宍戸勇
- 遠藤洋祐

## 主な技術協力番組
（凡例）太字：現在放映中の番組、☆：撮影技術/編集を全て担当、無：撮影技術のみ担当、◎：編集のみ担当。

### WEBコンテンツ（WEB放送局、動画配信）
太字：現在、配信またはアーカイブ配信中の番組。